# Termosolar Borges
Termosolar Borges (también conocida como Borges Termosolar ) es una central termosolar híbrida biomasa -cilindro-parabólica que proporciona electricidad al sistema de transporte de España. Se encuentra a unos 100 km al oeste de Barcelona, a unos 10 km sureste de Lérida, cerca de Borjas Blancas, Cataluña, España.
La planta es la planta termosolar más septentrional construida en España.
La construcción comenzó en febrero de 2011 y la planta de energía entró en funcionamiento en diciembre de 2012. y requirió entre 150 y 450 personas según la fase de creación. A escala comercial, la planta es la primera de su tipo: una planta solar cilindroparabólica con dos quemadores de biomasa que integran la producción solar. La instalación ha sido desarrollada por el Grupo Abantia y COMSA EMTE. El propietario es Borges Blanques, UTE del Grupo Abantia (47,5%), COMSA RENOVABLES (47,5%) e Institut Català d'Energia (5%). La instalación supone una inversión de 153 millones de euros. La planta emplea a 40 personas en las operaciones y unos 50 puestos de trabajo indirectos se dedican a la extracción y el transporte de biomasa, a lo largo de sus 25 años de vida útil.
La potencia de salida neta de la planta es 22.5 megavatios (MW).
La instalación combina la generación de energía solar con la de biomasa en un sistema que permite la producción eléctrica continua de energía renovable 24 horas al día, 7 días a la semana, incluso cuando no brilla el sol. La capacidad máxima de la central, de 22,5 MWe, se obtiene cuando hay suficiente energía solar. Por la noche, cuando sólo se dispone de energía de la biomasa, la potencia de la central es de 12 MWe.
Las instalaciones ocupan un terreno de 70 hectáreas.

## Historia
Desde la publicación del Real Decreto 661/2007 español, las centrales de energía solar térmica se tomaron en consideración para su desarrollo y varios proyectos siguieron su construcción y explotación. Estas plantas de energía solar concentrada (CSP por sus siglas en inglés, de Concentrated Solar Power) producen electricidad convirtiendo la energía solar en calor a alta temperatura utilizando diversas configuraciones de espejos. A continuación, el calor se utiliza para producir electricidad mediante un sistema generador convencional que utiliza una turbina de vapor. Actualmente se investigan diversas tecnologías de almacenamiento de energía térmica para aumentar el número de horas de funcionamiento de las centrales termosolares. La central Termosolar Borges aplica un enfoque diferente: la hibridación de una central ESTC (energía solar térmica concentrda) con calderas alimentadas con biomasa. También hay un quemador de gas natural, que se utiliza como reserva de emergencia. Con esta solución se consigue una mayor producción eléctrica, una mejora de la estabilidad de funcionamiento del sistema térmico y una mayor producción renovable de la central. Por otra parte, la mayoría de los proyectos y plantas solares se desarrollan en el sur de España, debido a la mayor cantidad de energía diaria y a la mejor insolación invernal. La tecnología de hibridación compensa la menor producción solar en invierno en el norte de España. La hibridación de una planta ESTC con biomasa permite expandir esta tecnología en zonas del norte de España y abre el uso de múltiples fuentes de energía renovable para las plantas ESTC.

## Diseño y especificaciones

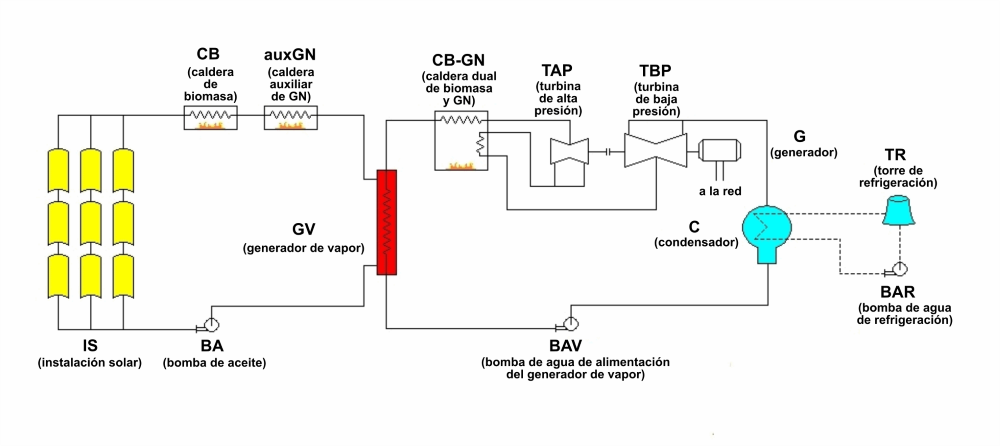
Esquema de la planta de energía.

La central termosolar se compone principalmente de 4 bloques: (1) el campo solar; (2) el bloque térmico; (3) el bloque eléctrico y (4) el equilibrio de la central. La central debe producir electricidad de forma continua, las 24 horas del día.

### Campo solar
El campo solar consta de reflectores de espejo en forma de canal para concentrar la radiación solar en los tubos receptores que contienen fluido de transferencia térmica que se calienta para producir vapor. El campo solar consta de 2.688 colectores, 5,5 metros (18'1/2") de diámetro y 12 metros (39' 42/5") de largo cada uno (224 bucles o SCA) y ha sido realizado por Siemens, incluidos los espejos y los receptores solares. El calor se transfiere con un circuito de aceite térmico.

### Bloque térmico
Consta de dos calderas duales de biomasa y gas natural (BM-NG) de 22 MWth, una caldera auxiliar convencional de gas natural (auxNG) de 6 MWth para asistencia y un generador de vapor (SG). La BM está insertada en serie en el bucle de aceite térmico del campo solar. La combustión de gas se destina a la conformación de la potencia y a la asistencia.

### Bloque eléctrico
Compuesto por un tren turbogenerador de vapor de 22,5 MWe y un transformador de potencia. El tren turbogenerador consta de una turbina de alta presión (HPT) seguida de una turbina de baja presión (LPT). El bloque eléctrico convierte la energía térmica en energía mecánica en las turbinas de vapor seguidas del generador que la transforma en electricidad.

### Equilibrio de la planta
Se trata de los sistemas auxiliares, como los sistemas de trituración y almacenamiento de biomasa y los sistemas de control.
La central está compuesta por un sistema de colectores cilindro-parabólicos con un bucle de aceite térmico y, en serie, dos unidades de combustión dual de biomasa y gas natural de 22 MWh. El rendimiento a plena carga de la turbina es del 37%. La central producirá electricidad de forma continua, las 24 horas del día. Se dispone de combustión de gas de reserva. El vapor se suministra a un tren turbogenerador MAN Diesel & Turbo SE. La compensación de emisiones de carbono es de 24.500 toneladas anuales.

## Operaciones
Mientras que las instalaciones tradicionales de energía solar necesitan emplear costosas técnicas de almacenamiento de energía para garantizar un funcionamiento continuo en todas las condiciones meteorológicas, la configuración híbrida de biomasa ha eliminado esa necesidad. Siempre que no hay suficiente luz solar directa para generar energía solar, se pone en marcha la capacidad de generación de energía de biomasa de la instalación, lo que permite la producción continua de electricidad, incluso por la noche, cuando no brilla el sol.
Los cilindros parabólicos absorben la energía solar, calentando un aceite térmico hasta 400 °C (752 °F). En un generador de vapor (SG), el aceite térmico genera vapor saturado a 40 bares (580 psi) y la caldera doble de biomasa sobrecalienta este vapor hasta 520 °C (968 °F). Cuando la parte solar de la central no está operativa (por la noche o cuando la luz solar es insuficiente), la caldera de biomasa más grande calienta el aceite térmico a 400 °C (752 °F). A continuación, el fluido se conduce al bloque de la central eléctrica. La segunda caldera de biomasa supera el límite de 400 °C (752 °F) del aceite térmico, calentando el vapor producido.
La parte de biomasa de la instalación utiliza madera y residuos forestales como materia prima principal. No obstante, también puede alimentarse en parte con cultivos energéticos y residuos agrícolas. El aporte de biomasa previsto es de aproximadamente 85.000 toneladas anuales al 45% de humedad, recogidas en una extensa zona de Cataluña, de origen forestal que procede de bosques que se encuentran en un radio aproximado de 80 kilómetros de la planta.
Por la noche o en días completamente nublados (largos periodos sin radiación) el combustible utilizado por las calderas será la biomasa. La potencia total de las calderas de biomasa es de 36 MWth. La elección de este nivel de potencia para la caldera está motivada por poder alcanzar al menos el 50% de la carga de trabajo de la turbina funcionando de noche. Por debajo de este nivel, el rendimiento de la turbina disminuye bruscamente. Las calderas de biomasa de tipo parrilla de Intec Energy Systems se componen principalmente de los siguientes elementos:
- Sistema de alimentación de biomasa
- Horno para biomasa
- Conjunto de quemadores de gas natural
- Sistema de recuperación de calor (intercambiador de calor)

La funcionalidad de la caldera dual es doble; puede utilizar biomasa o gas natural como combustible dependiendo de las condiciones meteorológicas.
Unos 2,5 MW de la potencia bruta se destinan a la trituración y el almacenamiento de biomasa.
La central ESTC híbrida cuenta con una pequeña caldera de vapor como ayuda. Su capacidad de generación de vapor supera las 3 toneladas/h a 15 bares (220 psi) para satisfacer las necesidades particulares de la instalación.
La electricidad se produce con una turbina de vapor de alta presión MARC-R de MAN Diesel & Turbo. La MARC-R es una turbina de calefacción provisional con dos carcasas construidas a partir de una turbina de contrapresión MARC-2 y una turbina condensadora MARC-6. La MARC-R forma parte del MARC, abreviatura de Modular Arrangement Concept. La turbina MARC-2 funciona en el rango de potencia de 4-10 MW y admite una entrada de vapor de hasta 90 bares (1.300 psi) y 520 °C (968 °F) como máximo. La turbina MARC-6 funciona en el rango de potencia de 15-40 MW y admite una entrada de vapor de hasta 121 bares (1.750 psi) y 530 °C (986 °F) como máximo. La turbina de contrapresión descarga el vapor en un sistema de tuberías a presión para utilizarlo en el calentamiento de procesos en otro lugar o como suministro a otras turbinas. Por ejemplo, una turbina puede recibir vapor a 40 bares (580 psi) y descargarlo en un sistema de 7 bares (100 psi). La turbina del condensador tiene la descarga conectada a un condensador de superficie para ampliar el rango de caída de presión a través de la turbina y extraer más potencia. La presión de descarga es un vacío. El rendimiento del grupo MARC-R a plena carga es del 37%.
La producción anual estimada se estima en 44,1 GW·h de energía solar, en 47,3 GW·h de producción de biomasa y en 10,2 GW·h de gas natural suplementario. La producción total es 101.5 GW·h brutos, 98 GW·h netos. La instalación combina la generación de energía solar y la generación de energía a partir de biomasa de una manera que permite una producción eléctrica continua.
El modelo de hibridación permite una generación continua de energía, dando lugar a diferentes formas de producción, según la hora del día, la climatología y la estación del año. Esta instalación sólo se detiene en las noches de verano, para no superar la cuota de quema de biomasa establecida por la normativa. Durante las horas de menor radiación solar, así como durante la noche, la producción de energía se complementa con los quemadores de biomasa, abastecidos principalmente con combustible forestal y procedente de cultivos energéticos de biomasa. El gas natural, se utiliza únicamente como recurso residual de apoyo.

## Impacto medioambiental
Los híbridos ESTC-biomasa tienen potencial como alternativa al almacenamiento de energía térmica en lugares donde se requiere la generación de electricidad durante todo el día, y para garantizar el suministro de energía despachable para procesos industriales y generación de electricidad. La hibridación puede reducir el coste de la ESTC al hacer un mayor uso del componente de turbina y generador, que supone una gran parte del coste de una planta ESTC, y el uso de biomasa también puede aportar beneficios económicos y de empleo en las economías locales. Termosolar Borges está situada en una región rica en agricultura y horticultura que proporciona un suministro de recursos de biomasa, y con un recurso solar de buena calidad.
La capacidad de la planta es suficiente para proporcionar energía ecológica a unos 27.000 hogares españoles, evitando 24.500 toneladas de emisiones de CO2.
Este tipo de plantas híbridas permite desplegar energía termosolar en áreas con menor radiación solar pero con recursos de biomasa disponibles en las cercanías.
En 2010 se inició un proyecto piloto con el objetivo de estudiar la viabilidad de las choperas para la generación de biomasa. En la plantación se cultivaron tres clones diferentes de chopo, de los cuales uno ha demostrado ser viable para la valorización energética a través de calderas de biomasa (calor). El director de Ingeniería, Tecnología y Generación de COMSA Medio Ambiente, Albert Solé, manifestó su intención de utilizar chopos para generar biomasa para la planta.
Algunos sectores cuestionan el uso de cultivos energéticos. Grupos ecologistas como Greenpeace no apoyan todos los sistemas de producción de biomasa. En cambio, proponen que se haga un uso muy limitado para ocupar el mínimo territorio para cultivos energéticos. Oxfam es otra ONG que no está a favor de los biocombustibles insostenibles y la ONG Transport & Environment lo considera un mal biocombustible porque conlleva un aumento de la deforestación y una mayor presión sobre los precios de los alimentos.
Los países miembros de la Unión Europea no han llegado a un acuerdo sobre el porcentaje de biomasa que debe proceder de cultivos energéticos, que actualmente es del 5%, ya que algunos como Lituania proponen aumentarlo al 7% mientras que otros como Suecia y Finlandia exigen un porcentaje mucho menor